# Neurochorema confusum
Neurochorema confusum là một loài Trichoptera trong họ Hydrobiosidae. Chúng phân bố ở miền Australasia.